# Логуш, Емельян Иванович
Емельян Иванович Логуш (псевдонимы «Евгений», «Иванов», «Степанив») — украинский националистический деятель, теоретик и организатор борьбы УПА, член УГВР, журналист-публицист.

## Биография
Родился 4 августа 1912 года в селе Пригород вблизи Язловца (Бучацкого уезда, Королевство Галиции и Лодомерии, Австро-Венгрия, ныне Бучачского района, Тернопольская область, Украина).
Выпускник Бучачской государственной гимназии, в частности, в 1929 году окончил VI-a класс, его одноклассником был будущий ученый-физик Антони Опольский, в параллельном классе учился Исидор Рыбак, в 1930 — VII-a класс. Студент агрономического факультета Львовской политехники, председатель Студенческой Репрезентации Союза украинских студенческих организаций под Польшей (СУСОП) (осень 1937 — март 1939), член редакции «Студенческого вестника» во Львове, член редакции газеты «Новая деревня», проводник ОУН Львовской Политехники, участник VII-го Конгресса СУСОП, арестован польской полицией в марте 1939 г., вышел на свободу в сентябре 1939 в связи с разделом Польши между СССР и Германией.
Член Украинского национального комитета (УНК в Кракове) (июнь 1941), референт пропаганды краевого провода ОУН ПивдСУЗ (Юго-восточных украинских земель) в Днепропетровске (1942—1943), политреферент Центрального провода ОУН. Участник III-го Чрезвычайного Великого Сбора (НВЗ) ОУН (21-25 августа 1943).
Соорганизатор Конференции порабощенных народов Востока Европы и Азии (21-22 ноября 1943). В декабре 1943 — январе 1944 договаривался о нейтралитете и сотрудничестве ОУН-УПА с венгерскими войсками.
Участник Великого Сбора УГВР (11-15 июля 1944). Главный редактор журнала «Идея и чин» (лето 1944 г.). После Второй мировой войны эмигрировал в ФРГ, позже в США; был активным участником Зарубежного представительства УГВР, возглавлял украинский отдел «Голоса Америки».
Подал информацию о родном селе в редакцию историко-мемуарного сборника «Бучач и Бучаччина».
Умер 1 февраля 1982 года в городе Сент-Луис, Миссури, США.